# Mark Linkous
Frederick Mark Linkous (Arlington megye, 1962. szeptember 9. – Knoxville, 2010. március 6.) énekes, producer, szövegíró. A Dancing Hoods énekese, gitárosa; a Sparklehorse alapítója, énekese.

## Élete

### Fiatalkora
Frederick Mark Linkous 1962. szeptember 9-én született a virginiai Arlington megyében. Szülei Gloria Hughes Thacker és Frederick Linkous, testvérei Matt, Paul és Daniel. Családjának nagy része bányamunkás volt; hogy önmaga ezt elkerülje, Linkous a zenei karriert választotta. Szülei 13 éves kora előtt elváltak.
Későbbi állítása szerint fiatalkorát a fiatalkori bűnözésnek szentelte. Miután tagja lett egy motoros bandának, Charlottesville-ben nagyszüleihez kellett költöznie. Itt az Albemarle High Schoolban kezdett tanulni, ahol erős kannabiszfogyasztó lett.

### Dancing Hoods
Röviddel azután, hogy elvégezte a középiskolát, Linkous New York-ba költözött, ahol egyik alapítója volt a Dancing Hoods-nak. A banda tagjai: Mark Linkous - ének, gitár; Bob Bortnick - ének, gitár; Don Short - dob; Eric Williams - basszus.
1984-ben a banda megjelentetett egy EP-t Dancing Hoods címmel, a következő évben pedig egy nagylemezt is kiadtak 12 Jealous Roses néven, melyet a kritikusok pozitívan értékeltek. 1988-ban megjelent második Hallelujah Anyway albumuk. A Baby's Got Rockets kislemezük klipjét az MTV zenecsatorna is bemutatta.
A banda a siker reményében ugyanebben az évben Los Angeles-be költözött, de nem sokkal utána feloszlottak.

### Sparklehorse
A Dancing Hoods feloszlása után Linkous visszaköltözött Virginiába, ahol folytatta a dalszerzést, és együtt kezdett dolgozni a Cracker együttessel. Néhány koncertje után megalapította saját bandáját Sparklehorse néven, és a Capitol Records-szal megállapodva 1995-ben megjelent az együttes első albuma, a Vivadixiesubmarinetransmissionplot.
1996-ban az első, Radioheaddel közös turnéjukon Linkous a londoni hotelszobájábanban fogyasztott különböző drogok hatására eszméletét vesztette, lábai pedig beszorultak saját maga alá, és ebben az állapotban maradt tizennégy órán keresztül; a kiérkező mentősöknek újra kellett éleszteni. Az incidens után fél évig dialízisre és kerekesszékbe kényszerült, de ez idő alatt is koncertezett.
1998-ban jelent meg a Sparklehorse Good Morning Spider című albuma; komor hangvételét a kritikusok a korábbi esetnek tulajdonították, de Linkous elmondta, hogy az album nagyobbrészt már korábban elkészült; kivétel a St. Mary című szám, melyet az őt ápoló St. Mary Hospital személyzetének írt.
A Sea of Teeth című szám szerepelt a 2003-as Az "igazi" című filmben, a Piano Fire pedig a 2015-ös Life is Strange számítógépes játékban.
2006-ban megjelent Dreamt for Light Years in the Belly of a Mountain című albumuk.
2009-ben Linkous és Fennesz közösen dolgoztak új, In the Fishtank 15 című középlemezükön, és a Sparklehorse utolsó, európai turnéjának mind a négy állomásán együtt léptek fel.
Halála után menedzsere megerősítette, hogy Linkous Knoxville-be költözött volna, ahol meg akarta alapítani saját stúdióját a készülőben lévő Sparklehorse album befejezéséhez.

### További tevékenységei
Linkous a zeneszerzés mellett producerként együtt dolgozott pl. Nina Perssonnal A Camp című albumának felvételekor, illetve Daniel Johnstonnal, akit mentális betegségeivel való küzdelmében támogatott. 2004-ben Mark Linkous egy Johnstonn feldolgozásalbumot jelentetett meg Vic Chesnutt, Tom Waits, a Bright Eyes, a Beck és a Death Cab for Cutie közreműködésével.

### Halála
Mark Linkous 2010. március 6-án Knoxville-ben 47 éves korában szíven lőtte magát. A rendőrség szóvivője szerint két barátjával volt. Barátai szerint rövid ideig az emeleten tartózkodott, majd sétálni ment. Egy szemtanú látta leülni az Irwin Street közelében, ahol puskájával meglőtte magát. A rendőrség nem talált búcsúlevelet, de a sajtónak elmondták, hogy a zenésznek személyes problémái voltak; ugyanaznap a sajtónak megerősítették a hírt.
Halála után néhány órával a Sparklehorse weboldalán megjelent a család közleménye. Zenésztársai (Patti Smith, Wayne Cone , Brian Aubert, Colin Greenwood, Chris Walla, Steven Drozd, Ross Millard, Metric, Califone, Steve Albini, Dawid Wm. Sims és Gemma Hayes) szintén megemlékeztek róla.

## Dark Night of the Soul
Linkous a 2000-es évek végén Danger Mouse, David Lynch és tíz másik zenész közreműködésével egy új album elkészítésébe fogott. Az album ugyan 2009 májusában már kiszivárgott az internetre, viszont a Danger Mouse és az EMI közötti jogi vita miatt hivatalosan csak 2010-ben, több hónappal Linkous halála után jelent meg. Az album több vendégelőadót is felvonultat, pl. Iggy Pop, vagy Vic Chesnutt, aki néhány hónappal Linkous halála előtt lett öngyilkos; ezek következtében az albumot Linkous és Chesnutt emlékének szánták.

## Fordítás
Ez a szócikk részben vagy egészben  a   Mark Linkous című angol Wikipédia-szócikk ezen változatának fordításán alapul.  Az eredeti cikk szerkesztőit annak laptörténete sorolja fel. Ez a jelzés csupán a megfogalmazás eredetét és a szerzői jogokat jelzi, nem szolgál a cikkben szereplő információk forrásmegjelöléseként.